# Mercè Gili i Maluquer
Mercè Gili i Maluquer (Madrid, 22 de desembre de 1918 - Ciutat de Mèxic, 2017) fou una bibliotecària i mestra d'escola catalana exiliada a Mèxic.
Filla del lleidatà Samuel Gili Gaya, estudià primària i batxillerat a l'Institut-Escola de Madrid i va fer estudis de magisteri a les Escoles Normal de Lleida i de Barcelona. En esclatar la guerra civil espanyola es va refugiar amb els seus avis a Lleida, fins que el 1938 es va traslladar a Barcelona, on fou mestra d'una colònia escolar a Arenys de Munt patrocinada per l'ambaixada de Mèxic al final de la guerra civil. Poc abans d'acabar la guerra es va traslladar a Puigcerdà, on es va casar amb Alfred Perenya Pamies, advocat del cos jurídic de la milícia republicana i membre de la Joventut Republicana de Lleida. Tots dos passaren a França, on el seu marit és internat en un camp de concentració. Mercè Gili es fa càrrec d'una colònia escolar de nens malalts procedents de Màlaga amb les seves mares, ubicada en un centre de refugiats.
Passat el temps pogué reunir-se amb el seu marit i el 1940 aconseguí marxar en vaixell fins a la República Dominicana, on va treballar a l'Instituto Colón de Santo Domingo –aleshores anomenadaa Ciudad Trujillo–, fins que es desplaçà a Mèxic. Allí estudià a l'Escola Normal Superior de Mèxic i a la Escuela Nacional de Bibliotecarios y Archivistas de México. De 1950 a 1959 fou mestra de llengua i literatura espanyola a secundària, al Colegio Madrid, fundat el 1941 per la Junta d'Auxili als Republicans Espanyols (JARE), i des de 1960, directora general i representant del patronat del Colegio de La Paz Vizcaínas, després anomenat San Ignacio de Loyola Vizcaínas, en el qual va aplicar els mètodes de l'Institut-Escola.